# Ja Jan
Ja Jan is realityserie uit 2015 van de Vlaamse televisiezender Eén. Voordat het programma startte, lanceerde Jan Van Looveren een oproep in de media om hem opdrachten te geven. Bedoeling is dat Van Looveren zoveel mogelijk van die opdrachten uitvoert. Daarbij komt hij in contact met andere mensen die hem ook bijkomende opdrachten geven. Het komt er grotendeels op neer dat Van Looveren in een tijdspanne van 2 maanden op elke vraag "Ja" moet antwoorden.
Een onvolledig overzicht van opdrachten die Van Looveren uitvoerde:
- Laten zetten van een tatoeage
- Stuntvliegen als passagier
- Het drinken van ayahuasca
- Zwerkbal spelen
- Figurant in een pornofilm
- Naaktmodel
- Vrijwilligerswerk in een ziekenhuis in Tanzania
- Het aanleren van acrobatie in een metalen ring

## Trivia
- In de derde aflevering bracht Van Looveren twee Poolse lifters van een niet-nader genoemde Belgische plaats naar Parijs. De lifters wilden zo goedkoop mogelijk door Europa reizen en deden daarom aan wildkamperen. Ze vroegen Van Looveren om de nacht door te brengen op het dak van een Parijs gebouw. Van Looveren stemde in, maar toen hij niet veel later een auto en stemmen hoorde (wellicht van een bewakingsploeg) vluchtte hij waardoor hij de opdracht strikt genomen niet volledig heeft uitgevoerd.